# Tisserands parameter
Tisserands parameter (även Tisserands invariant, Tisserandparameter eller Tisserandinvariant) är ett värde som beräknas från flera banelement (halv storaxel, excentricitet och banlutning) av en relativt liten kropp och en större perturberande kropp. Den används för att särskilja olika typer av banor. Den är uppkallad efter den franske astronomen Félix Tisserand och gäller för det begränsade trekropparsproblemet, där de tre objekten alla skiljer sig mycket i storlek.

## Definition
För en liten kropp med halv storaxel {\displaystyle a\,\!}, excentricitet {\displaystyle e\,\!} och banlutning {\displaystyle i\,\!}, i förhållande till omloppsbanan till en större perturberande kropp med halv storaxel {\displaystyle a_{P}}, definieras parametern enligt följande:
{\displaystyle T_{P}\ ={\frac {a_{P}}{a}}+2\cdot {\sqrt {{\frac {a}{a_{P}}}(1-e^{2})}}\cos i}
Kvasikonservationen av Tisserands parameter är en konsekvens av Tisserands relation.

## Tillämpningar
- TJ, Tisserands parameter på Jupiter som en perturberande kropp, används ofta för att särskilja asteroider (typiskt {\displaystyle T_{J}>3}) från Jupiterkometer (typiskt {\displaystyle 2<T_{J}<3}).
- Det i stort sett konstanta parametervärdet före och efter interaktion (möte) används för att bestämma huruvida en observerad kretsande kropp är densamma som en tidigare observerad kropp i Tisserands kriterium.
- Kvasikonservationen av Tisserands parameter begränsar banors åtkomlighet med hjälp av gravitationsslunga för utforskning av yttre solsystemet.
- TN, Tisserands parameter på Neptunus, har föreslagits att användas för att särskilja närliggande SDO (påverkas av Neptunus från förlängda transneptunska objekt (påverkas inte av Neptunus; exempelvis 90377 Sedna).
- Tisserands parameter kan användas för att antyda förekomsten av ett mellanliggande massivt svart hål i Vintergatans centrum med hjälp av de kretsande stjärnornas rörelser.[2]

## Relaterade koncept
Parametern är härledd från en av Delaunays standardvariabler, som används för att studera perturberade i ett trekropparssystem. Genom att ignorera högre ordningens perturbationsvillkor, är följande värde konserverat:
{\displaystyle {\sqrt {a(1-e^{2})}}\cos i}
Följaktligen kan perturbationer leda till resonans mellan excentricitet och banlutning, känt som Kozairesonans. Nästan-cirkulära, starkt lutande banor kan därmed bli mycket excentrisk i utbyte mot lägre lutning. En sådan mekanism kan exempelvis resultera i solstrykande kometer, eftersom en stor excentricitet med en konstant halv storaxel resulterar i ett litet perihelium.